# Lina Chamie
Lina Chamie (São Paulo, 13 de outubro de 1961) é uma cineasta brasileira.

## Biografia
Lina Chamie nasceu na cidade de São Paulo, em 1961.
Estudou música e filosofia na New York University e trabalhou no departamento de cinema, graduando-se (Cum Laude) e obtendo o seu mestrado. Chegou a ser projecionista e impulsionada pela paixão com a música e com a imagem decidiu seguir o caminho de diretora de cinema.
“Eu Sei Que Você Sabe”, seu primeiro curta-metragem, estreou no 28º Festival de Brasília do Cinema Brasileiro (1995), onde recebeu os prêmios de Melhor Fotografia e Melhor Edição de Som. “Tônica Dominante”, de 2001, é seu longa-metragem de estreia e recebeu, entre outros prêmios, o Kodak Vision Award – WIF – Los Angeles e o prêmio da APCA (Associação Paulista dos Críticos de Arte) de Melhor Fotografia.
O seu segundo longa-metragem é “A Via Láctea”, de 2007, que teve estreia mundial no Festival de Cannes, Seleção Oficial da  “Semana da Crítica” daquele ano. Antes disso, seu roteiro já havia sido premiado no “Curso de Desarrollo de Proyectos Cinematográficos Ibero-americanos” em Madrid, e o filme também recebeu o prêmio Casa de América no “Cine en Construccíon” no Festival Internacional de Cinema de San Sebastián, na Espanha, em 2006. Após a estreia no Festival de Cannes, “A Via Láctea” participou de mais de 80 festivais de cinema no Brasil e no mundo, recebendo inúmeros prêmios e reconhecimento da crítica nacional e internacional.
“Os Amigos” (2014), longa metragem ficção, com Dira Paes, Marco Ricca, Alice Braga, Caio Blat, premiado em Gramado e lançado em 2014.
Conhecida pelo sensível trato na ficção de dramas urbanos, permeados por um caráter humanista, dos quais saltam personagens em crise, Lina Chamie, transfere esse olhar também à gênese documental.
Dirigiu “Santos 100 Anos de Futebol Arte” (2012), filme oficial do centenário do Santos F. C.; “São Silvestre” (2013), documentário sobre a mais famosa corrida de rua do Brasil, que recebeu o prêmio da Associação Paulista dos Críticos de Arte - APCA como Melhor Documentário em 2014; “Dorina - Olhar para o Mundo” (2016), longa metragem documentário para o HBO; e “Santos de Todos os Gols” (2019), seu sétimo longa-metragem, um filme metafísico sobre o momento do gol com o time que mais marcou gols na história do futebol mundial.
Seu filme mais recente, “KOBRA AUTO RETRATO” (2022), é um longa-metragem documentário sobre Eduardo Kobra, grafiteiro e muralista brasileiro de renome internacional. O filme recebeu o Troféu Grande Otelo pelo prêmio de Melhor Longa-metragem Documentário no Grande Prêmio do Cinema Brasileiro 2023. 
Lina Chamie é filha do poeta Mário Chamie, e da pioneira graphic designer Emilie Chamie. A diretora, além da paixão pelo cinema e pela música, carrega em seu coração uma poesia natural que foi trazida pelo pai na infância e que se faz presente em suas obras no cinema.

## Filmografia
- Eu Sei Que Você Sabe (curta-metragem ficção - 1995)
- Tônica Dominante (longa-metragem ficção - 2001)[10]
- A Via Láctea[11] (longa-metragem ficção - 2007)
- Consumismo e a corda do relógio (telefilme - Série Somos1Só - 2010)
- O Menino Grapiúna (telefilme - 2011)
- São Silvestre (curta-metragem documentário - 2011)
- Santos - 100 Anos de Futebol Arte (longa-metragem documentário - 2012)
- São Silvestre (longa-metragem documentário - 2013)[12]
- Os Amigos (longa-metragem ficção - 2013)
- Futebol É Pai (curta-metragem documentário - 2014)
- Dorina - Olhar para o Mundo (longa-metragem documentário - 2016)
- Santos de Todos os Gols (longa-metragem documentário - 2019)
- KOBRA AUTO RETRATO (longa-metragem documentário - 2022)

## Festivais e Prêmios
A Via Láctea
Festivais:
CANNES – Seleção Oficial da “Semana da Crítica” – Cannes/França (2007)
Cine en Construcción – Festival de San Sebastián/Espanha (2006)
Festival des Films du Monde - Montreal/Canadá (2007)
Festival Internacional De Cine de Donostia - San Sebastián/Espanha (2007)
Festival do Rio - Rio International Film Festival - Rio de Janeiro-RJ/Brasil (2007)
Hamburg Film Fest – Hamburgo/Alemanha (2007)
Vivamerica Festival - Madri/Espanha (2007)
Middle East Int. Film Festival – Abu Dhabi/Emirados Árabes (2007)
Film Fest Warszawa – Varsóvia/Polônia (2007)
Mostra Internacional de São Paulo - São Paulo-SP/Brasil (2007)
Mostra Cine Pará – Belém-PA/Brasil (2007)
Mostra Cine BH – Belo Horizonte-MG/Brasil (2007)
Festcine Goiânia – Goiânia-GO/Brasil (2007)
Cero Latitud - Festival de Cine de Quito – Quito/Equador (2007)
Festival Internacional de San Luis Cine – San Luis/Argentina (2007)
IV Festival de Cinema Hispano Brasileiro – Rio de Janeiro/Brasil (2007)
IX FIC Brasília - Festival Internacional de Brasília – Brasília-DF/Brasil (2007)
Festival de Cinema Luso-Brasileiro de Santa Maria da Feira – Portugal (2007)
Festival Internacional del Nuevo Cine Latinoamericano – Havana/Cuba (2007)
5º Festival de Cinema de Campo Grande – Campo Grande-MS/Brasil (2008)
11ª Mostra de Cinema de Tiradentes – Tiradentes/Brasil (2008)
Le Festival International du Film d'Amour de Mons – Mons/Bélgica (2008)
Victoria Film Festival – Victoria/Canadá (2008)
Dublin International Film Festival – Dublin/Irlanda (2008)
4º Festival de Verão do RS de Cinema Internacional – Porto Alegre/Brasil (2008)
Cinema Novo Film Festival – Bruges/Bélgica (2008)
XXVI Festival Cinematográfico Internacional del Uruguay – Montevidéu/Uruguai (2008)
20e Rencontres Cinémas D’Amerique Latine de Toulouse - Toulouse/França (2008)
24th Chicago Latino Film Festival – Chicago/EUA (2008)
30th CineFestival en San Antonio – San Antonio/EUA (2008)
12º Schermi d’Amore – Verona Film Festival – Verona/Itália (2008)
Roma Independent Film Festival – Rome/ Itália (2008)
Newport Beach Film Festival – Newport Beach/EUA (2008)
10e Festival du Cinéma Brésilien de Paris - Paris/França (2008)
10th Flying Broom International Women's Film Festival – Ankara/Turquia (2008)
1st Cine Fest Brasil Buenos Aires – Buenos Aires/Argentina (2008)
1st Cine Fest Brasil Madrid - Madri/Espanha (2008)
15º Festival de Cinema e Vídeo de Cuiabá – Cuiabá-MT/Brasil (2008)
12th Brazilian Film Festival of Miami - Miami/EUA (2008)
5º Festival de Cinema de Maringá – Maringá-PR/Brasil (2008)
Cineme-se 2008 – Festival da Experiência do Cinema – Santos-SP/Brasil (2008)
International Film and New Media Festival – Novi Sad/Sérvia (2008)
31o Festival Guarnicê de Cinema – São Luís-MA/Brasil (2008)
Noah’s Ark International Film Festival – Grozny/Russia (2008)
Semana de Cine Brasileño -  Ministério das Relações Exteriores/Itamaraty: Paraguai, Uruguai,  Chile, Equador, Venezuela, Bolívia, Peru, Colômbia e Argentina (2008)
1º Cine Fest Brasil Milan – Milão/Itália (2008)
1º Cine Fest Brasil Rome – Roma/Itália (2008)
3O Festival de Cinema Latino-Americano de São Paulo – São Paulo/Brasil (2008)
Brazilian Festival in Poland/Era New Horizons Festival – Wroclaw/Polonia (2008)
New York International Latino Film Festival – New York/EUA (2008)
2º Festival de Cine de Villa de Leyva – Villa de Leyva/Colombia (2008)
Festival Internacional de Cine del Norte de Chile – Antofagasta/Chile (2008)
Vancouver Latin American Film Festival – Vancouver /Canadá (2008)
16th Raindance Film Festival – Londres/Reindo Unido (2008)
10e Festival CinéLuso de Nantes - Nantes/França (2008)
13º Festival de Cine Internacional de Ourense – Ourense/Espanha (2008)
Mostra Casa de América – Madri/Espanha (2008)
Brazilian Film Festival of Toronto – Toronto/Canadá (2008)
12th International Latino Film Festival San Francisco Bay Aerea – San Francisco/EUA (2008)
4º Festival Internacional de Cinema do Funchal – Funchal/Portugal (2008)
20o Festival de Cine de Viña del Mar – Viña del Mar/Chile (2008)
7th Discovering Latin America Film Festival – Londres/Reino Unido (2008)
Prêmios:
1º “Taller de Desarollo de Proyectos Cinematográficos Iberoamericanos” – Casa de America – Fundación Carolina – Madrid/Espanha (2003)
Cine en Construcción – Prêmio “Casa de América” - San Sebastián/Espanha (2006)
Prêmio Especial del Jurado - Cero Latitud - Festival de Cine de Quito/ Equador (2007)
Melhor Filme - IV Festival de Cinema Hispano Brasileiro – Rio de Janeiro/Brasil (2007)
Melhor Fotografia -  IV Festival de Cinema Hispano Brasileiro – Rio de Janeiro/Brasil (2007)
Melhor Montagem – FestCine Goiânia/Brasil (2007)
Melhor Som – FestCine Goiânia/Brasil (2007)
Melhor Longa-metragem - II Prêmio Itamaraty – IX FIC Brasília/Brasil (2007)
Melhor Atriz – Alice Braga – Júri Popular - Festival SESC Melhores do Ano - Brasil (2008)
Melhor Filme - 5º Festival de Cinema de Maringá/Brasil (2008)
Melhor Ator – Marco Ricca - 5º Festival de Cinema de Maringá/Brasil (2008)
Melhor Som – 5º Festival de Cinema de Maringá/Brasil (2008)
Melhor Direção - Noah’s Ark International Film Festival – Grozny/Russia (2008)
Melhor Direção - Brazilian Film Festival of Toronto – Toronto/Canadá (2008)
Melhor Atriz – Alice Braga - Brazilian Film Festival of Toronto – Toronto/Canadá (2008)
Melhor Filme Internacional – Prêmio do Público - Festival Internacional de Cine de Viña del Mar – Viña del Mar/Chile (2008)
Finalista do Grande Prêmio do Cinema Brasileiro na categoria Melhor Ator (Marco Ricca) (2008)
Tônica Dominante
Festivais:
Montreal World Film Festival (2000)
Internationale Filmfestspiele Berlim (2001)
33º Festival de Brasília do Cinema Brasileiro (2001)
29º Festival de Gramado (2001)
5º Festival de Cinema de Curitiba (2001)
5ºFestival de Cinema do Recife (2001)
4º Mostra de Cinema de Tiradentes (2001) 
Festival do Rio BR (2001)
Mostra Brazil on Film London (2002)
Mostra Retomada com Renovação SP (2002)
33º International Film Festival of India (IFFI 2002)
Prêmios:
PRÊMIO APCA  - Associação Paulista dos Críticos de Arte de Melhor Fotografia (2001)
Melhor Fotografia Kodak Vision Award / WIF - 2º lugar 
Prêmio Melhor Direção de Arte no 33º Festival de Brasília do Cinema Brasileiro
Santos – 100 Anos de Futebol Arte
Festivais:
17ª É Tudo Verdade - Festival Internacional de Documentários (2012)
3º Cinefoot - Festival de Cinema de Futebol (2012)
9º Festival Cinema Brasil (Japão). Sessões em Tokio, Osaka, Kyoto, Hamamatsu, Kanazawa e Fukuoka. (2012)
4º Cine Fest Brasil Montevidéu (2012)
11º Brazilian Film Festival of New York (2013)
5º Brazilian Film Festival of London (2013)
BAFICI 16º Buenos Aires Festival Internacional de Cine Independiente (2014) 
São Silvestre
Festivais:
37ª Mostra Internacional de Cinema de São Paulo (2013)
35º Festival Internacional del Nuevo Cine Latinoamericano - Havana/Cuba (2013)
40º Festival SESC Melhores Filmes de 2013 
BAFICI 16º Buenos Aires Festival Internacional de Cine Independiente (2014)
Festival CineMúsica (2014)
Festival Kinoarte de Cinema - Londrina-PR (2014)
Doc BuenosAires-Muestra Internacional de Cine Documental (2014)
Prêmios:
Melhor Documentário - 59° Prêmio APCA - Associação Paulista de Críticos de Arte (2014)
Melhor Som - Festival CineMúsica 2014
Finalista do Prêmio Governador do Estado 2013 (2014)
Finalista do 10º Prêmio Fiesp/SESI-SP de Cinema nas categorias Melhor Documentário e Melhor Montagem (2014)
Finalista do Grande Prêmio do Cinema Brasileiro nas categorias Melhor Longa-Metragem Documentário e Melhor Trilha Sonora (2014)
Os Amigos
Festivais e prêmios:
41º Festival de Cinema de Gramado (2013)
Prêmio de Melhor Montagem no 41º Festival de Gramado
Festival do Rio (2013)
31ª Mostra Internacional de Cinema de São Paulo (2013)
7ª Cine BH  International Film Festival (2013)
17ª Mostra de Cinema de Tiradentes (2014) 
Finalista do Grande Prêmio do Cinema Brasileiro nas categorias Melhor Atriz Coadjuvante (Alice Braga) e Melhor Trilha Sonora (2015)
Santos de Todos os Gols
Festivais e prêmios:
10º Cinefoot - Festival de Cinema de Futebol (2019)
Prêmio Taça Cinefoot de Melhor Longa-Metragem do Cinefoot Festival de Cinema de Futebol - 2019 
KOBRA AUTO RETRATO
Festivais:
Festival do Rio (2022)
46ª Mostra Internacional de Cinema de São Paulo (2022)
DOC NYC - Nova York/EUA (2022)
ARCA IFF - International Festival of Films on Arts - Manantiales/Uruguai (2023)
Miami Film Festival - Miami/EUA (2023)
Beat Film Festival - Moscou/Rússia (2023)
FESTin Lisboa - 14º Festival de Cinema Itinerante da Língua Portuguesa - Lisboa/Portugal (2023)
Biennale d'Art et de Culture de Mons - Mons/Bélgica (2023)
Films from the South Festival - Oslo/Noruega (2023)
Mostra Brazilian Film Festival - Chicago/EUA (2023)
Prêmios:
Melhor Longa-metragem Documentário no Grande Prêmio do Cinema Brasileiro 2023 - Troféu Grande Otelo
Menção Honrosa do Júri no FESTin Lisboa - 14º Festival de Cinema Itinerante da Língua Portuguesa - Lisboa/Portugal (2023)
Melhor Filme - Prêmio do público - Mostra Brazilian Filme Festival - Chicago/EUA (2023)
Finalista do Prêmio Governador do Estado 2023 
Eu Sei Que Você Sabe
Festivais e prêmios:
23º Festival de Gramado (1995)
19º Festival del Nuevo Cine Latinoamericano - Havana (1995)
28º Festival de Brasília do Cinema Brasileiro (1995)
Melhor Fotografia e Melhor Edição de Som - Festival de Brasília do Cinema Brasileiro
Prêmio Multicurta /Canal Multishow 
São Silvestre (curta-metragem)
Festivais e prêmios:
16º É Tudo Verdade - Festival Internacional de Documentários (2011)
Prêmio Aquisição Canal Brasil no 16º É Tudo Verdade
33º Festival Internacional del Nuevo Cine Latinoamericano - Havana/Cuba (2011) 
Futebol É Pai
Festivais e prêmios:
6° CINEfoot SP - Festival de Cinema de Futebol (2015)
Menção Honrosa no Festival de Esportes FICTS - Worldwilde Final Challenge Kazan - Rússia (2015)
Menção Honrosa no Festival de Esportes FICTS - Worldwilde Final Challenge Milão - Itália (2015)